# ستامفورد بروك (محطة مترو أنفاق لندن)
ستامفورد بروك (بالإنجليزية: Stamford Brook)‏ هي إحدى محطات مترو أنفاق لندن. تقع على خط ديستريكت افتتحت في المنطقة (Zone) رقم 2 افتتحت في 01 فبراير 1912.

## معرض صور

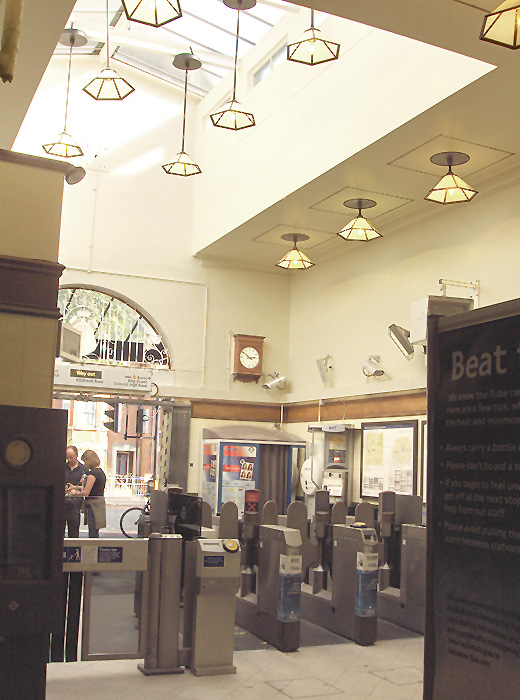
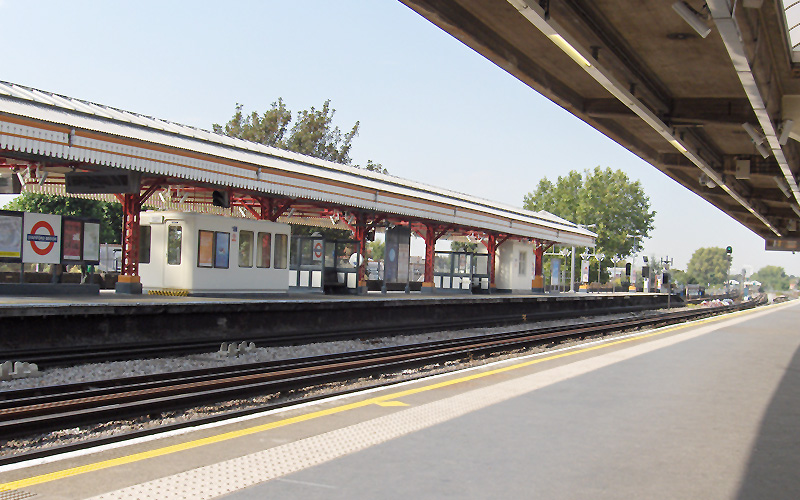
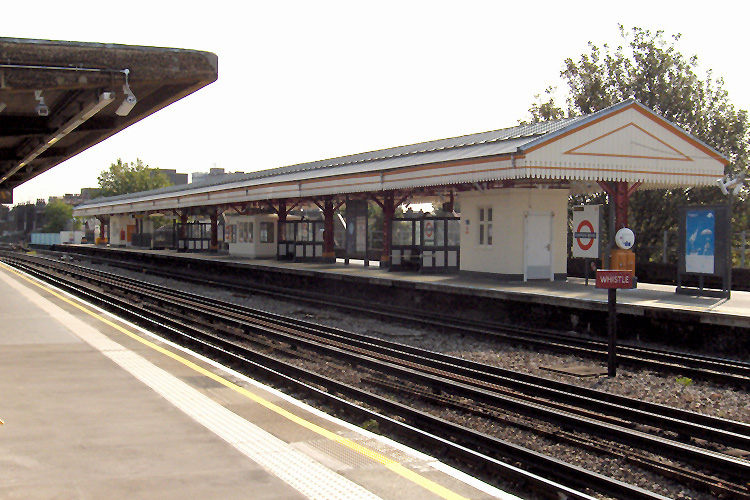